# Centro poliklinika

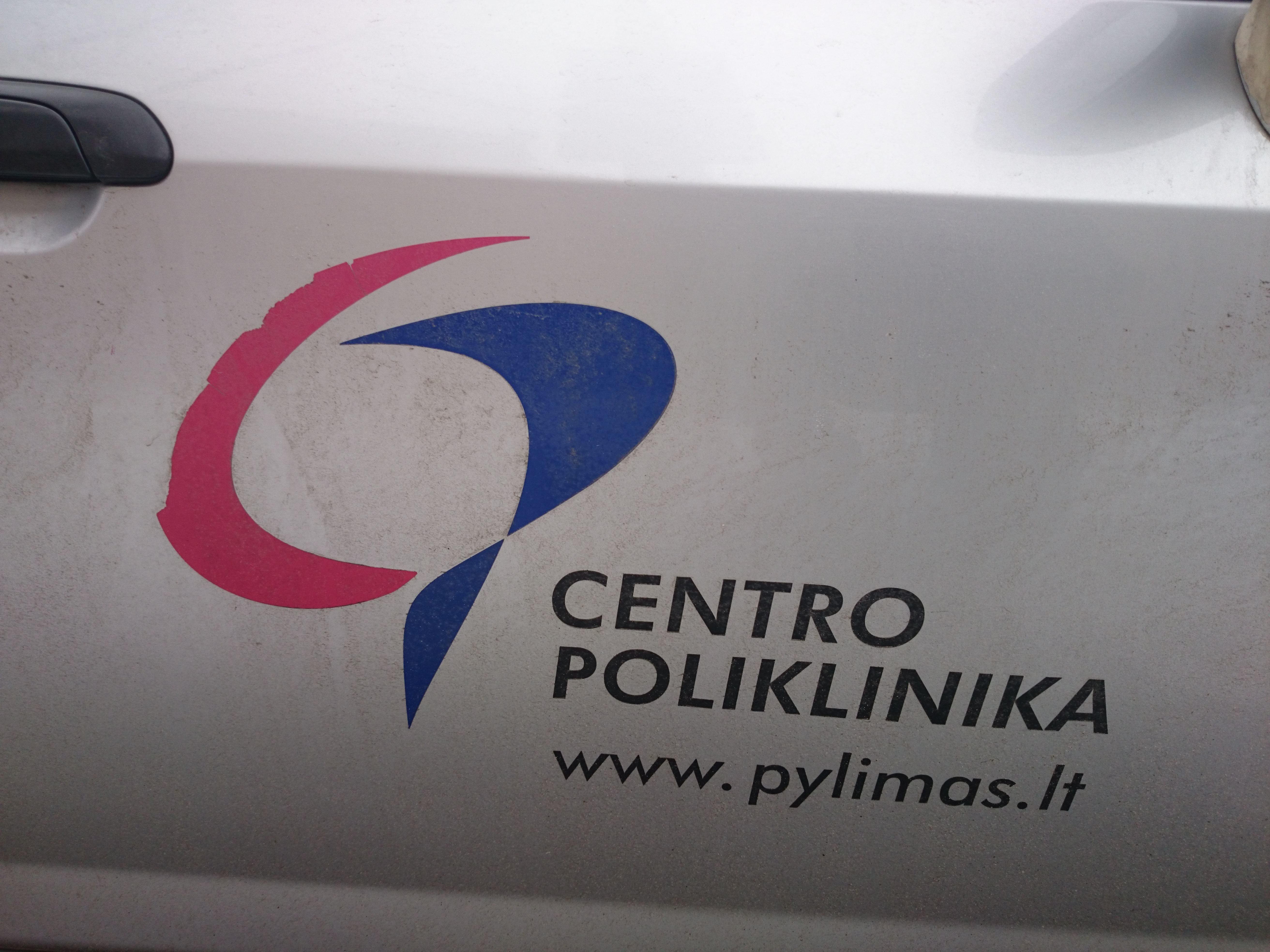
Logo

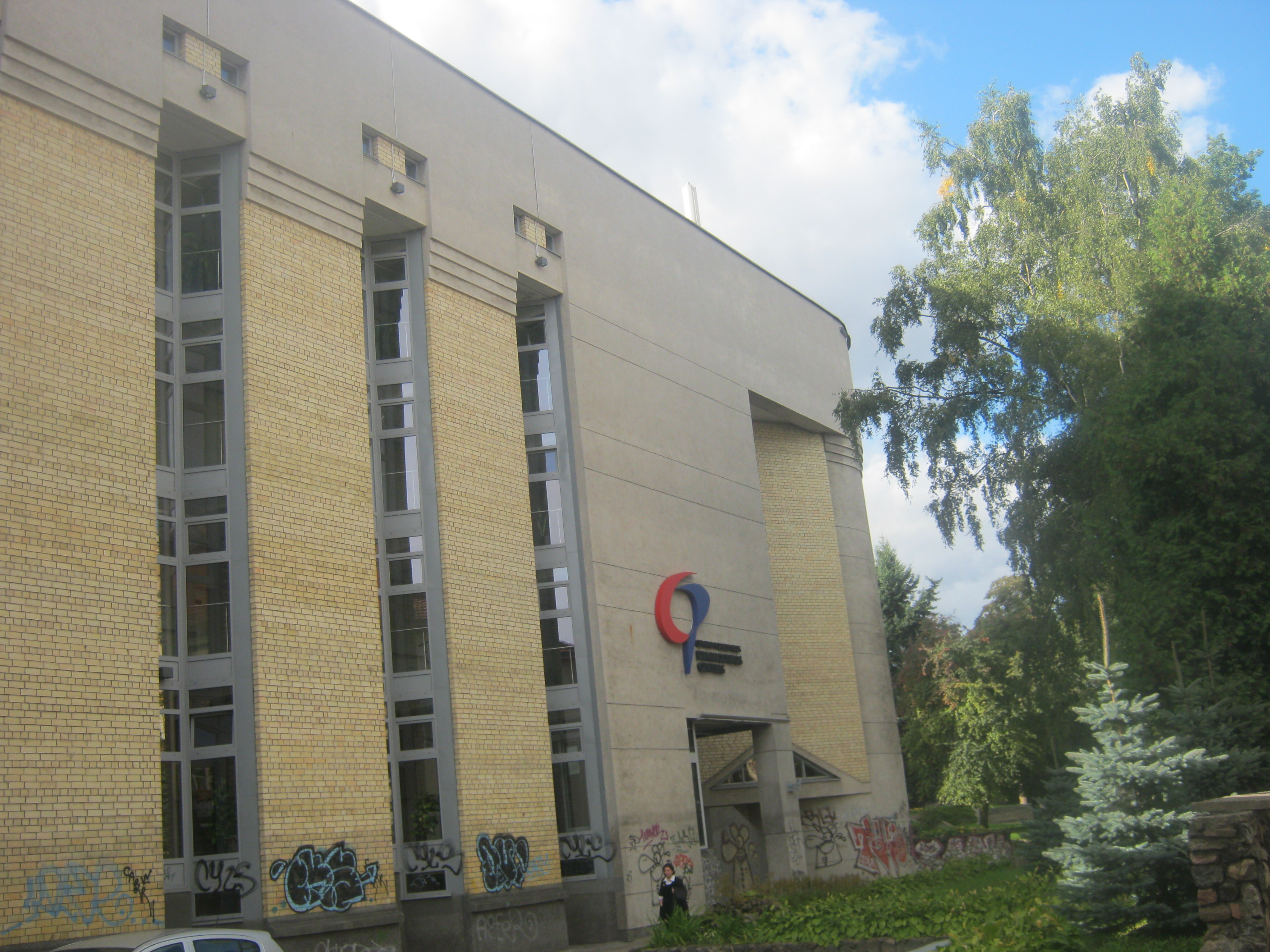
Zentrum für Diagnostik der Poliklinik

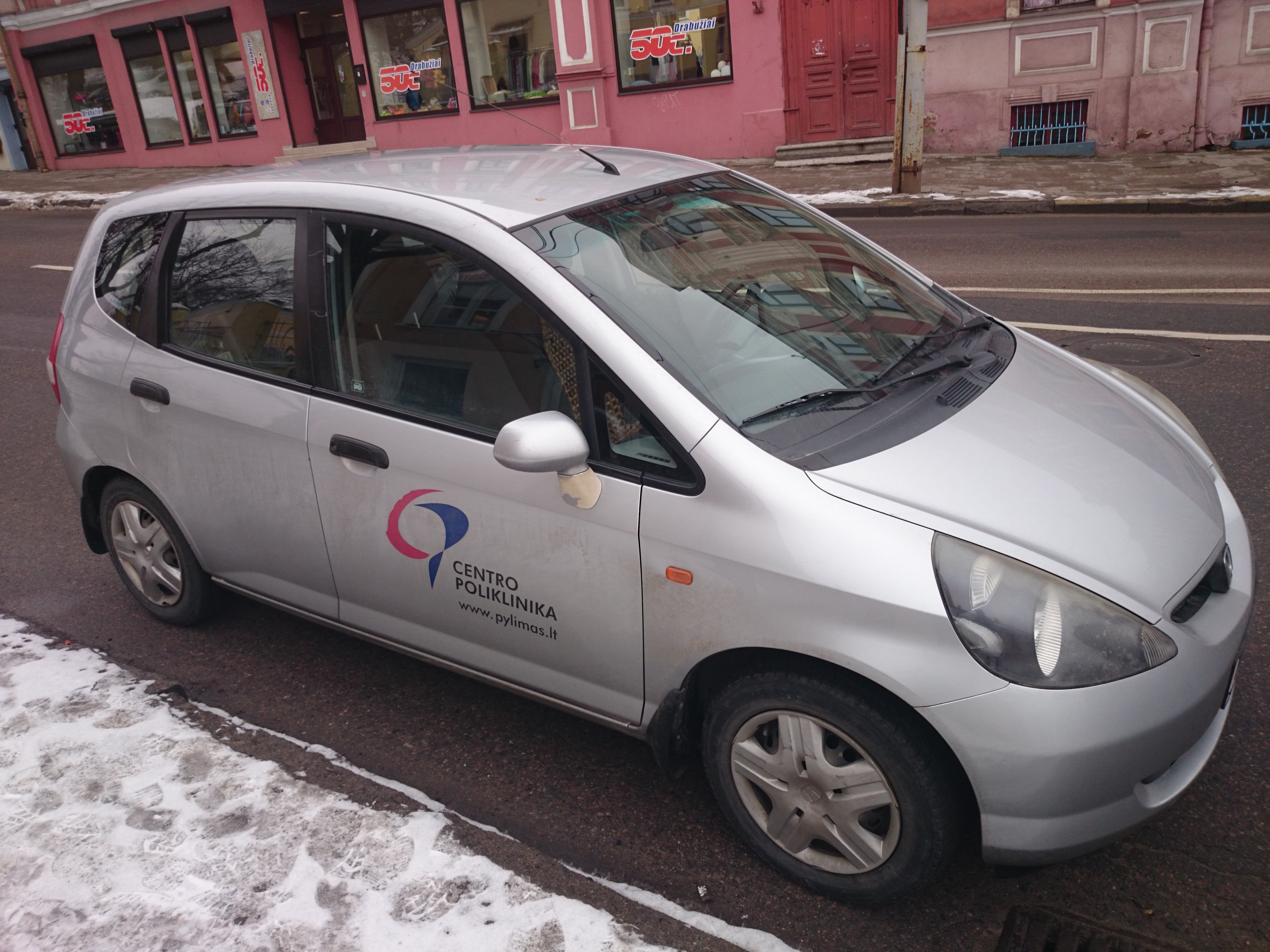
Dienstauto der Poliklinik

Die Centro poliklinika ist die größte Poliklinik in der litauischen Hauptstadt Vilnius und die zweitgrößte im Baltikum. Sie befindet sich in der Altstadt der litauischen Hauptstadt Vilnius. Nach Rechtsform ist die Poliklinik eine öffentliche Anstalt (Viešoji įstaiga). Im Mai 2018 beschäftigte sie über 1.030 Mitarbeiter. In der 2002 gegründeten Poliklinik waren 132.618 Patienten zum 31. Juli 2019 angemeldet.
Die Poliklinik wird von Direktor Kęstutis Štaras geleitet.

## Struktur
- Zentrum für Diagnostik
- Klinisches Labor des Zentrums für Diagnostik
- Tagesabteilung für Therapie und Chirurgie
- Abteilung für Physikalische Medizin-Rehabilitation und Kinderentwicklung
- Einheiten für Prophylaxe der Brustkrankheiten
- Frauenklinik
- Klinik für Krankenpflege, Palliativmedizin und soziale Dienste
- Klinik für Odontologie
- Schule für Schwangere
- Zentrum für Gesundheitsbildung
- Klinik für Arbeitsmedizin
- Klinik für Psychiatrie
- Psychiatrische Tagesklinik

## Filialen
- Lukiškių skyrius: Gedimino prospektas 27 ·
- Naujamiesčio filialas: K. Kalinausko g. 4 ·
- Vytenio filialas: Kauno g. 37